# Київський похід (1018)
Ки́ївський похі́д — історичний епізод боротьби за владу в Київській Русі доби усобиці синів Володимира I Великого — Святополка I Окаянного і Ярослава I Мудрого. Святополк, задля повернення собі великокняжого престолу, який зайняв Ярослав, задіяв військову допомогу свого тестя — польського князя Болеслава І Хороброго.

## Історія
У 1018 Болеслав I Хоробрий, який убезпечив свій західний кордон після Будишинського миру, зібрав військо і рушив на Волинь, Військо Болеслава включало 1000 печенігів, 500 угорців й 300 німців. Останній, зібрав русь і варягів (переважно данів), виступив назустріч Болеславу і Святополку. Війська супротивників зустрілись на річці Буг. Польська кіннота, на чолі з Болеславом несподівано форсувала ріку і атакувала ще не вишикуване в бойові порядки військо Ярослава. Поляки вщент розгромили Ярослава, і він з рештками дружини втік з поля бою до Новгорода.
Взявши беззахисний Київ, Болеслав не поспішав передати владу Святополку, і сам спробував володарювати в Київських землях. За його наказом польське військо розмістилось «на прокорм» у прилеглих містах. Святополк аж ніяк не очікував такого «фортеля» від тестя і звелів своїм прибічникам підняти повстання в Києві. Болеслав вимушений був залишити Київ, але при відступі захопив з собою всю княжу казну та всіх сестер Ярослава і Святополка. Повертаючись до Польщі, військо Болеслава захопило червенські міста.
Святополк почав княжити у Києві, але незабаром Ярослав знову набрав варягів і знову пішов проти свого брата. Без військової допомоги поляків Святополк не міг протистояти Ярославу і цього разу втік до печенігів.